# Ann Brashares

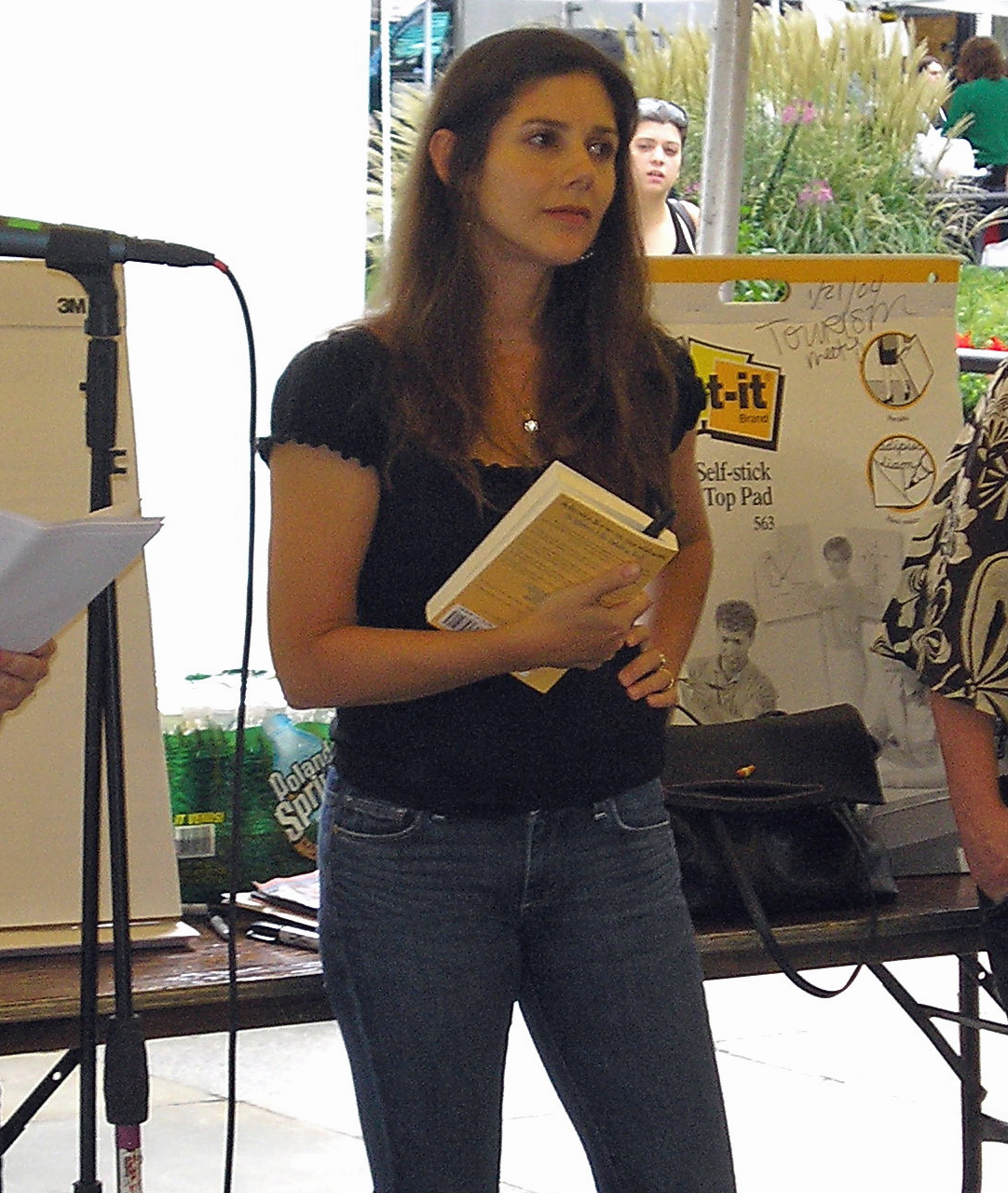
Ann Brashares en 2006.

Ann Brashares (Alexandria, Virginia, 30 de julio de 1967) es una escritora estadounidense. Es la autora de la serie de novelas The Sisterhood of the Traveling Pants (traducida al castellano bajo el título Verano en vaqueros).
Ann Brashares nació y creció en Washington D.C. Estudió Filosofía en la Universidad de Columbia, en Nueva York. Trabajó en el sector editorial hasta el año 2000, fecha de la publicación de su primera novela, Verano en vaqueros, que le supuso un inesperado éxito entre el público adolescente y a la que siguieron varios títulos de la misma serie. Esta serie de libros fue la base de dos películas, Uno para todas y Uno para todas 2, que resumen los tres últimos libros.
Ann vive en Nueva York con su marido y sus tres hijos. Pasa los veranos en Fire Island.